# Дунінополь
Дунінополь (пол. Duninopol) — село в Польщі, у гміні Віскітки Жирардовського повіту Мазовецького воєводства.
Населення — 57 осіб (2011).
У 1975-1998 роках село належало до Скерневицького воєводства.

## Демографія
Демографічна структура станом на 31 березня 2011 року:
|          | Загалом | Допрацездатний вік | Працездатний вік | Постпрацездатний вік |
| -------- | ------- | ------------------ | ---------------- | -------------------- |
| Чоловіки | 32      | 3                  | 22               | 7                    |
| Жінки    | 25      | 4                  | 11               | 10                   |
| Разом    | 57      | 7                  | 33               | 17                   |